# Anatolij Hrycenko (ur. 1958)
Anatolij Hrycenko (ros. Анатолий Павлович Гриценко) (ur. 21 września 1958 w Kerczu) – ukraiński polityk, od 2006 przewodniczący Rady Najwyższej Republiki Autonomicznej Krymu.
W 1976 rozpoczął pracę jako ślusarz w "Sielchoztechniku" w Czystopolu w rejonie lenińskim na Krymie. W 1987 objął obowiązki przewodniczącego KW Rady Wiejskiej w Czystopolu. W 1989 uzyskał stopień magistra w Krymskim Instytucie Gospodarki Rolnej im. Michała Kalinina. W 1994 został wybrany w skład Rady Najwyższej Krymu. Od lutego 1997 do kwietnia 1998 był przewodniczącym Rady. Po raz kolejny mandat uzyskiwał w latach 1998, 2002 i 2006.
W 2001 objął funkcję szefa administracji państwowej w rejonie lenińskim. We wrześniu 2005 uzyskał nominację na pierwszego wicepremiera w rządzie Autonomii. Od 2006 stoi na czele Rady Najwyższej Krymu. Należy do Partii Regionów.